# Prälingualer Hörverlust
Prälingualer Hörverlust bezeichnet Hörverlust, der vor dem Erlernen von Sprache oder Sprechen auftritt. Die Sprachentwicklung beginnt typischerweise sehr früh, und Säuglinge sprechen bereits mit einem Jahr ihre ersten Worte. Daher wird von prälingualem Hörverlust ausgegangen, wenn sie vor dem ersten Lebensjahr auftritt. Das Baby wird entweder taub geboren (Angeborener Hörverlust) oder verliert sein Gehör vor dem ersten Lebensjahr. Dieser Hörverlust kann verschiedene Ursachen haben und beeinträchtigt die kognitive, soziale und sprachliche Entwicklung.

## Statistiken
In den Vereinigten Staaten gibt es etwa 12.000 Kinder mit Hörverlust. Ein schwerer Hörverlust tritt bei 4 bis 11 von 10.000 Kindern auf. Laut CDC wurde im Jahr 2017 bei 3.896 der 3.742.608 untersuchten Babys ein Hörverlust vor dem Alter von drei Monaten diagnostiziert, d. h. bei 1,7 Babys pro 1.000 Geburten in den Vereinigten Staaten wurde ein Hörverlust diagnostiziert.

## Ursachen
Ein prälingualer Hörverlust kann als angeboren, also bei der Geburt vorhanden, oder erworben, also nach der Geburt vor dem ersten Lebensjahr auftretend, betrachtet werden. Angeborener Hörverlust kann die Folge mütterlicher Faktoren (Röteln, Cytomegalovirus oder Herpes-simplex-Viren, Syphilis, Diabetes mellitus), Infektionen, Toxizität (Medikamente, Alkohol, andere Drogen), Asphyxie, Trauma, geringes Geburtsgewicht, Frühgeburt, Gelbsucht und Komplikationen im Zusammenhang mit dem Rhesusfaktor im Blut sein. Diese nicht genetischen Faktoren sind für etwa ein Viertel der angeborenen Hörverluste bei Säuglingen verantwortlich, während genetische Faktoren für über die Hälfte der Säuglinge mit angeborenem Hörverlust verantwortlich sind. Die meisten genetischen Faktoren werden durch einen autosomal-rezessiven oder autosomal-dominanten Hörverlust verursacht. Von autosomal-rezessivem Hörverlust spricht man, wenn beide Elternteile das rezessive Gen tragen und es an ihr Kind weitergeben. Beim autosomal-dominanten Hörverlust kann ein abnormales Gen eines Elternteils einen Hörverlust verursachen, obwohl das entsprechende Gen des anderen Elternteils normal ist. Dies kann zu genetischen Syndromen wie dem Down-Syndrom, dem Usher-Syndrom oder dem Waardenburg-Syndrom führen, die mit Hörverlust einhergehen. Erworbener Hörverlust kann die Folge von Toxizität (Medikamente, die auf der Neugeborenen-Intensivstation verabreicht werden) und Infektionen wie Meningitis sein.

## Behandlung
Hörgeräte und Cochlea-Implantate können es Kindern ermöglichen, Geräusche in ihrem Hörbereich zu hören, stellen das normale Hörvermögen jedoch nicht wieder her. Cochlea-Implantate können den Hörnerv direkt stimulieren, um das Hörvermögen teilweise wiederherzustellen, die Klangqualität entspricht jedoch nicht der eines normal hörenden Ohrs. Dies deutet darauf hin, dass Taubheit durch medizinische Geräte nicht vollständig behoben werden kann. Einige sagen, dass Nutzen und Sicherheit von Cochlea-Implantaten weiter zunehmen, insbesondere wenn Kinder mit Implantaten viel mündliche Unterstützung erhalten. Manche Audiologen streben an, gehörlose Kinder im Alter von sechs Monaten zu testen und mit einem Cochlea-Implantat zu versorgen, damit sie beim Spracherwerb nicht in Rückstand geraten. Es wird sogar erwartet, dass Kinder, die früh genug mit Implantaten ausgestattet werden, verbale Sprachfähigkeiten auf dem gleichen Niveau wie ihre normal hörenden Altersgenossen erwerben können.

## Soziale und kognitive Auswirkungen
Kinder, die prälingual taub sind und Geräusche unter 60 Dezibel nicht hören können – etwa der Lautstärke eines Staubsaugers – entwickeln keine mit ihren Altersgenossen vergleichbare Lautsprache. Kinder, die mit einem hochgradigen Hörschaden von 90 Dezibel und mehr (etwa der Lautstärke eines Mixers) geboren werden, gelten als funktionell taub. Diese Kinder entwickeln ohne die Hilfe eines Logopäden keine Sprachfähigkeiten. Sie zeigen Schwierigkeiten beim Sprachverständnis, selbst wenn andere Sprachformen (wie Schreiben und Gebärden) ihrem Alter entsprechen. Kinder, die ihr Gehör verlieren, nachdem sie ein gewisses Maß an Sprache erworben haben, selbst wenn dies nur für kurze Zeit ist, zeigen ein viel höheres sprachliches Leistungsniveau als Kinder, die keinerlei Kontakt mit Sprache hatten.
Bei Kindern kann diese Art von Hörverlust aus mehreren Gründen zu sozialer Isolation führen. Zunächst erfährt das Kind eine verzögerte soziale Entwicklung, die größtenteils mit einem verzögerten Spracherwerb (z. B. Sprachentzug) zusammenhängt. Außerdem hängt dies direkt mit der Unfähigkeit des Kindes zusammen, auditive soziale Signale aufzunehmen. Ein Kind, das Gebärdensprache verwendet oder sich mit der Gehörlosenkultur identifiziert, erfährt diese Isolation im Allgemeinen nicht, insbesondere wenn es eine Gehörlosenschule besucht. Umgekehrt kann es aber von seinen Eltern isoliert werden, wenn es die Gebärdensprache nicht beherrscht oder sich nicht bemüht, sie zu erlernen. Ein Kind, das ausschließlich oder überwiegend mündlich kommuniziert, kann von seinen hörenden Altersgenossen sozial isoliert werden, insbesondere wenn sich niemand die Zeit nimmt, ihm ausdrücklich soziale Kompetenzen beizubringen, die andere Kinder dank ihres normalen Gehörs selbstständig erwerben.

## Spracherwerb

### Spracherwerb
Taube Kinder erwerben das Sprechen nicht auf dieselbe Weise wie hörende Kinder, da sie die um sie herum gesprochene Sprache nicht hören können. Gesprochene Sprache basiert auf der Kombination von Sprachlauten zu Wörtern, die dann nach grammatikalischen Regeln angeordnet werden, um eine Botschaft zu übermitteln. Diese Botschaft ist Sprache. Beim normalen Spracherwerb geht das auditive Verstehen von Sprachlauten der Sprachentwicklung voraus. Ohne auditive Eingabe ist eine Person mit prälingualer Taubheit gezwungen, sich das Sprechen visuell durch Lippenlesen anzueignen. Das Erlernen der gesprochenen Sprache allein durch Lippenlesen ist für das gehörlose Kind eine Herausforderung, da dabei Sprachlaute nicht immer genau wiedergegeben werden. Die Wahrscheinlichkeit, dass ein gehörloses Kind erfolgreich sprechen lernt, hängt von verschiedenen Faktoren ab, darunter die Fähigkeit, zwischen Sprachlauten zu unterscheiden, ein überdurchschnittlich hoher nonverbaler Intelligenzquotient und ein höherer sozioökonomischer Status. Trotz Hörgeräten, mündlichem Unterricht und Sprachtherapie ist es unwahrscheinlich, dass prälingual gehörlose Kinder jemals perfekte Sprach- und Sprachrezeptionsfähigkeiten entwickeln. Einige Forscher kommen zu dem Schluss, dass gehörlose Kinder, die ausschließlich durch Lautsprache unterrichtet werden, die gleichen allgemeinen Phasen des Spracherwerbs durchlaufen wie ihre hörenden Altersgenossen, jedoch nicht das gleiche endgültige Sprachniveau erreichen. Die Lautsprache, die sich bei prälingual gehörlosen Kindern entwickeln kann, ist stark verzögert.

#### Cochlea-Implantate
Die Sprachwahrnehmung kann bereits vor dem Spracherwerb mit Cochlea-Implantaten korrigiert werden. Nach anderthalb Jahren Erfahrung stellten Forscher fest, dass Gehörlose in der Lage waren, Wörter zu identifizieren und die Lippenbewegungen anderer zu verstehen. Die Wahrscheinlichkeit, einen Ton zu hören, ist abhängig von der Position der Elektroden im Vergleich zum Gewebe und der Anzahl der verbleibenden Neuronen im Hörsystem. Darüber hinaus spielen individuelle Fähigkeiten sowie die neuronale Versorgung der Cochlea eine Rolle beim Lernprozess mit Cochlea-Implantaten.
Die Forschung hat immer wieder gezeigt, dass eine frühe Implantation zu besseren Leistungen führt als eine spätere Implantation. Studien zeigen weiterhin, dass Kinder mit prälingualer Taubheit problemlos in der Gesellschaft interagieren können, wenn die Implantation vor dem fünften Lebensjahr erfolgt. Die Exposition gegenüber nicht-auditiven Signalen vor der Implantation kann die Fähigkeit zur Sprachverarbeitung nach der Implantation negativ beeinflussen. Die Sprachproduktion ist anfangs ein langsamerer Prozess, da das Bilden von Wörtern mehr Anstrengung erfordert. Kinder, die fast zwei Jahre Erfahrung mit Cochlea-Implantaten hatten, konnten Diphthonge bilden und die meisten Vokale aussprechen. Sie entwickeln Fähigkeiten, mehr Informationen zu verstehen und Buchstaben zusammenzusetzen.
Cochlea-Implantate ermöglichen gehörlosen Menschen, akustische Botschaften zu verstehen. Die Fortschritte wurden analysiert, nachdem mehrere Gruppen von Kindern Vokabel- und Sprachtests absolviert hatten. Nach drei Jahren Übung schnitten die Kinder mit den Implantaten genauso gut ab wie Kinder ohne Hörprobleme. Cochlea-Implantate ermöglichen Kindern mit prälingualer Taubheit, ähnliche Fähigkeiten zu erwerben wie Kindern mit minimalem oder leichtem Hörverlust.

### Gebärdenspracherwerb
Sowohl hörende als auch gehörlose Menschen haben einen angeborenen Wunsch, Sprache zu produzieren. Alle Babys kommunizieren mit Lauten. Gehörlose Kinder, die noch nie mit Gebärdensprache in Berührung gekommen sind, entwickeln ihre eigene Gestenkommunikation, die sogenannten Hausgebärden (homesign), um ihre Gefühle auszudrücken. Dieser Begriff bezieht sich auf Gesten, die von gehörlosen Menschen verwendet werden, die isoliert von anderen gehörlosen Gebärdensprachlern aufgewachsen sind. Homesign wird als biologischer Bestandteil der Sprache angesehen, da es direkt vom gehörlosen Kind stammt und ein globales, kulturübergreifendes Phänomen ist.
Gebärdensprache, beispielsweise American Sign Language (ASL), ist eine bekannte Form der Kommunikation, die sowohl hörenden als auch gehörlosen Menschen zur Verfügung steht. Gehörlose Kinder, die eine Gebärdensprache wie ASL erlernen, durchlaufen von der Geburt bis zum Alter von einem Jahr eine Reihe von Meilensteinen der Sprache. Diese Meilensteine ähneln denen der Lautsprache. Ein gehörloses Kind nimmt seine Umgebung wahr, genießt die Interaktion mit Menschen, lächelt und spielt gerne mit den Händen von der Geburt bis zum Alter von 3 Monaten. Im Alter von 3 bis 6 Monaten beginnt ein gehörloses Kind außerdem zu plappern, was als Fingerbabbeln bezeichnet wird. Diese Gesten gehörloser Kinder haben keine wirkliche Bedeutung, genauso wenig wie Lallgeräusche eine Bedeutung haben, sie sind jedoch bewusster als das zufällige Fingerflattern und Faustballen hörender Babys. Im Alter von 6 bis 12 Monaten verwenden gehörlose Kinder die Hände und kommunizieren mit Gesten wie Ziehen und Zeigen. Viele gehörlose Kinder gebärden ihr erstes Wort mit etwa 8 Monaten und können mit 12 Monaten bis zu 10 oder mehr Gebärden sprechen.

#### Lesen und Kurzzeitgedächtnis
Das Erlernen dreidimensionaler Grammatik, wie zum Beispiel in der ASL, steigert die visuellen und räumlichen Fähigkeiten des Kindes überdurchschnittlich. Um erfolgreich lesen zu lernen, benötigt das gehörlose Kind eine starke Sprachgrundlage. Zusätzlich können Kommunikationsschwierigkeiten mit dem Lehrer das Lesen beeinträchtigen.
Außerdem schnitten gehörlose Kinder im Kurzzeitgedächtnis für geschriebene Wörter schlechter ab als hörende Kinder gleichen Alters, einfach weil sie mit englischen Wörtern nicht so vertraut sind. Die Kurzzeitgedächtnisspanne für Gebärden und Fingeralphabet ist im Vergleich zur Spanne hörender Kinder gleichen Alters für gesprochene Wörter ebenfalls reduziert. Gehörlose Kinder haben sehr unterschiedliche Entwicklungserfahrungen mit Gebärdensprache, was sich auf die Entwicklung von Kurzzeitgedächtnisprozessen auswirkt. Kinder, die erst später mit dem Spracherwerb beginnen und/oder in der frühen Kindheit nur eingeschränkte Sprachkenntnisse haben, haben unterentwickelte Gebärdensprachfähigkeiten, was wiederum die Entwicklung ihres Kurzzeitgedächtnisses beeinträchtigt. Ohne das sprachliche Element schneiden gehörlose Kinder bei Kurzzeitgedächtnisaufgaben jedoch genauso gut ab wie hörende Kinder gleichen Alters.

#### Kinder gehörloser Eltern
Gehörlose Mütter sind selbst Vorbilder für die Gebärdensprache ihrer gehörlosen Babys. Sie formen die Hände ihrer Babys zu Gebärden. Sie übertreiben ihre Mimik und bieten ihren Babys direkte Blickkontakte. Bezugspersonen sowohl hörender als auch gehörloser Kinder unterstützen die frühen Kommunikationsversuche des Kindes und fördern so eine weiterführende und komplexere Kommunikation.
Gehörlose Schüler gehörloser Eltern schneiden in allen Untertests der WISC-R-Leistungsskala besser ab als ihre gehörlosen Altersgenossen hörender Eltern. Dies liegt daran, dass gehörlose Eltern besser auf die frühen Lernbedürfnisse gehörloser Kinder vorbereitet sind als hörende Eltern; sie erwerben die Sprache daher „planmäßig“. Zudem durchlaufen gehörlose Kinder gehörloser Eltern die verschiedenen Phasen der Sprachentwicklung früher, da die Sehbahnen früher vollständig myeliniert sind als die vergleichbaren Hörbahnen.

### Neuropsychologische Funktion
Gehörlose Kinder verfügen häufig über verbesserte Wahrnehmungsfähigkeiten, um die beeinträchtigten auditiven Eingaben zu kompensieren, und dies bleibt das ganze Erwachsenenalter über bestehen. Von Geburt an gehörlose Erwachsene, die Gebärdensprache verwendeten, wiesen im linken und rechten Hinterhauptsbereich 5-6-mal größere ERPs auf als hörende Erwachsene und im linken Temporal- und Parietalbereich (die für die sprachliche Verarbeitung zuständig sind) 2-3-mal größere ERPs als hörende Erwachsene. Da sowohl hörende als auch gehörlose Erwachsene, die ASL verwendeten, im Hinterhauptsbereich größere ERPs aufwiesen, ist die erhöhte Reaktion auf visuelle Reize auch auf die Kenntnis und Verwendung der Gebärdensprache und nicht nur auf die Gehörlosigkeit zurückzuführen.
Sowohl hörende als auch gehörlose Erwachsene, die ASL verwenden, weisen höhere ERPs in der linken als in der rechten Hemisphäre auf. Da die linke Hemisphere für die Sprache zuständig ist, bedeutet dies, dass die Gebärdenbewegung sprachlich relevant ist. Die auf der linken Seite (Sprache) verarbeitete Bewegung bedeutet, dass das rechte Gesichtsfeld bei gehörlosen und hörenden ASL-Patienten aufgrund der kontralateralen Hemisphärenassoziation stärker ist.

### Soziokulturelle Faktoren
Gehörlose Kinder aus sozial schwachen Familien laufen Gefahr, in ihrer frühen Kindheit nicht rechtzeitig mit verständlicher Sprache in Berührung zu kommen. Dies liegt daran, dass Armut in den meisten Ländern zu einem Mangel an pädagogischen und medizinischen Angeboten führt, die gehörlosen Kindern im entsprechenden Alter Sprache nahebringen.
Der akademische Erfolg gehörloser Schüler wird weitgehend von denselben Faktoren vorhergesagt wie der akademische Erfolg normalhörender Schüler, wie z. B. der sozialen Schicht und dem Vorhandensein zusätzlicher Behinderungen. Das bedeutet, dass Gehörlosigkeit allein nicht über akademischen Erfolg oder Misserfolg entscheidet, sondern auf komplexe Weise mit vielen anderen Faktoren interagiert.

### Frühzeitiges Eingreifen
Gehörlose Kinder hörender Eltern haben in ihrer frühen Kindheit oft kaum Kontakt mit Sprache. Aufgrund ihres Sinnesverlusts nehmen diese Kinder die Sprache ihrer Eltern kaum wahr. Da die Eltern meist nicht gebärden, kommen die Kinder auch nicht mit der konventionellen Gebärdensprache in Berührung. Bis vor Kurzem lag der Schwerpunkt der Gehörlosenausbildung auf Sprachtraining, und auch die gehörlosen Kinder kamen in der Schule nicht mit der Gebärdensprache in Berührung.
Der fehlende Kontakt mit einer zugänglichen Sprache zu einem bestimmten Zeitpunkt in der frühen Kindheit und der fehlende Zugang zu pädagogischen und klinischen Angeboten, die gehörlose Kinder im entsprechenden Alter mit Sprache in Berührung bringen, sind alles Faktoren, die zum Spracherwerb prälingual gehörloser Personen beitragen.